# Alabukom
Alabukom ou Alabukam est une localité du Cameroun située dans la région du Nord-Ouest, le département du Mezam, et la commune de Bamenda IIe.

## Géographie
La localité est située sur la route provinciale P18 (Mbengwi Road) à 5,4 km au sud-ouest du chef-lieu communal Mankon, elle est reliée au centre de Bamenda par la Alabukam Street.

## Population
Lors du recensement de 2005, on y a dénombré 1 609 personnes.

## Enseignement
- Lycée technique d'Alabukam[2]

## Cultes
- Presbyterian Church of Alabukam